# Convenio Marco para la protección de las Minorías Nacionales

Verde claro: Signatarios que no han ratificado
Verde oscuro: Signatarios que han ratificado
Blanco: Miembros no signatarios del Consejo de Europa
Gris: No miembros del Consejo de Europa

El Convenio Marco para la protección de las Minorías Nacionales (FCNM por sus siglas en inglés) es un tratado multilateral del Consejo de Europa destinado a proteger los derechos de las minorías. Entró en vigor en 1998 y en 2009 había sido ratificado por 39 Estados miembros.

## Historia
El Consejo de Europa discutió por primera vez otorgar protección específica a las minorías nacionales en 1949, pero no fue hasta 1990 que el Consejo de Europa se comprometió firmemente a proteger a estos grupos minoritarios. La recomendación 1134 (1990) contenía una lista de principios que la Asamblea consideró necesarios para este fin. La Asamblea Parlamentaria hizo en un principio un llamamiento para la adopción de un protocolo al CEDH. El Marco fue firmado en febrero de 1995 por 22 Estados miembros del Consejo de Europa y entró en vigor en 1998. A mediados de 2005, 43 Estados miembros lo habían firmado y 39 lo habían ratificado.

## Objetivos y críticas
Los objetivos generales de la convención son asegurar que los estados signatarios respeten los derechos de las minorías nacionales, comprometiéndose a combatir la discriminación, promover la igualdad, preservar y desarrollar la cultura y la identidad de las minorías nacionales, garantizar ciertas libertades en relación con el acceso a los medios de comunicación, las lenguas minoritarias y la educación y fomentar la participación de las minorías nacionales en la vida pública. El artículo 25 del Convenio Marco obliga a los Estados miembros a presentar un informe al Consejo de Europa que contenga "información completa sobre las medidas legislativas y de otro tipo adoptadas para dar efecto a los principios establecidos en este Convenio marco" (Consejo de Europa, 1994, pág. 7).
La convención ha sido objeto de algunas críticas. En primer lugar, no todos los Estados miembros del Consejo de Europa lo han firmado y ratificado. Francia y Turquía tampoco lo han hecho. Islandia, Bélgica, Luxemburgo y Grecia han firmado y aún no han ratificado. Además, las disposiciones ofrecen pocas novedades sobre los tratados internacionales ya existentes. Además, están rodeados de muchas frases que incluyen 'en la medida de lo posible' (art. 10.2). La convención no define "minoría nacional" y varios países establecieron su propia definición del término cuando ratificaron el tratado. Por ejemplo, el Reino Unido ratificó la convención en el entendimiento de que se aplicaría con referencia a "grupos raciales" en el sentido de la Sección 3(1) de la Ley de Relaciones Raciales de 1976. Dado que esto excluía al pueblo de Cornualles, esto resultó en presión, incluso del Consejo de Cornualles, para que el gobierno del Reino Unido reconozca a los córnicos como una minoría nacional. En abril de 2014, el secretario en jefe del Tesoro, Danny Alexander, anunció que el gobierno del Reino Unido reconocería a Cornualles como una minoría nacional bajo el FCNM.
En general, sin embargo, Phillips (2002) ha argumentado que debido a que el FCNM es flexible, ha permitido que un gran número de estados lo ratifiquen tan rápidamente. Por lo tanto, no debe considerarse un fracaso, sino un comienzo. Muchos autores están de acuerdo con esto argumentando que debe implementarse de 'buena fe' con la voluntad política de apoyar el compromiso con los derechos de las minorías.